# Neuer Jüdischer Friedhof (München)
Der Neue Jüdische Friedhof München ist ein besonders ausgewiesenes Gräberfeld im neuen Teil des Waldfriedhofs München, in dem die Liberale Jüdische Gemeinde Beth Shalom München Nutzungsrechte an den Grabstätten von der Landeshauptstadt München (der städtischen Friedhofsverwaltung) erworben hat; bei Beerdigungen müssen die Vorschriften der jüdischen Religion beachtet werden.

## Geschichte
Der Neue Jüdische Friedhof München wurde Anfang der 2000er Jahre angelegt, um eine Möglichkeit zu schaffen, Mitglieder der Liberalen Jüdischen Gemeinde Beth Shalom München, welche nicht Mitglieder der Israelitischen Kultusgemeinde München sind, nach den Vorschriften der jüdischen Religion bestatten zu können. Ausnahmsweise können in dem Gräberfeld auch Personen bestattet werden, die der jüdischen Glaubensgemeinschaft angehören, aber nicht Mitglied der Liberalen Jüdischen Gemeinde Beth Shalom München sind, falls sie keine andere Möglichkeit zur Bestattung nach jüdischen Religionsvorschriften haben. Die Bestattung  von nicht-jüdischen Ehe- und Lebenspartnern von Personen jüdischen Glaubens, die in dem Gräberfeld bestattet sind oder dort Bestattungsrechte haben, ist ebenfalls möglich.

## Anlage
Der Friedhof liegt im 0,4 ha großen Gräberfeld 477b des Münchner Waldfriedhofs (neuer Teil). Er ist, ebenso wie die gesamte ihn umgebende Anlage, in der Art eines Waldfriedhofs konzipiert. Bisher sind ca. 25 Grabstellen belegt (Stand 2022), darunter die des Schweizer Schauspielers und Theaterregisseurs Pinkas Braun (* 7. Januar 1923 in Zürich; † 24. Juni 2008 in München).

## Sonstiges
Für männliche Besucher des Gräberfeldes ist, wie auf jüdischen Friedhöfen üblich, eine Kopfbedeckung erwünscht.